# Decidim
Decidim est un logiciel de participation pour des organisations et des institutions civiques, publiques ou privées. La plate-forme web Decidim permet d'organiser différents processus participatifs comme des budgets participatifs, des pétitions, des appels à projets, des consultations, des concertations, des tirages au sort et des conventions citoyennes. Decidim est un logiciel libre dont le code source est ouvert et publié sous licence AGPLv3. Son code est écrit dans le langage de programmation Ruby on Rails,.

## Histoire
Decidim.barcelona, le premier site web propulsé par Decidim, a été lancé le 31 janvier 2016 par la ville de Barcelone peu après l'élection d'Ada Colau pour coconstruire le plan d'action municipale de la Mairie de Barcelone pour la période 2016-2019,.
La première version du site s'est basée sur le logiciel libre Consul, développé par la Mairie de Madrid, dans le cadre de la collaboration intermunicipale entre les gouvernements de Maintenant Madrid et Barcelone en Comú constitués après les élections municipales de 2015 et des collectifs activistes liés au Mouvement 15-M. En 2017, Decidim se lance comme projet indépendant en repartant d'une base de code réécrite depuis 0 et commence à se déployer dans d'autres villes,.
En mai de 2021, il est utilisé par plus de 100 villes et en 20 pays du monde.

### Communauté
« Metadecidim » est le vocable utilisé pour désigner la communauté de Decidim qui collabore sur le développement de la plate-forme et à la construction du projet. Il est composé de développeurs de logiciel, designers, d'associations, d'agents publics, de professionnels de la participation, d'activistes, de data scientists, de chercheurs et de community managers.

### Decidim en France
En France, l'outil Decidim est utilisé par de nombreuses municipalités telles que Lyon, Rouen, Toulouse, Brest ou Chambéry.
En 2021, l'outil a été utilisé lors d'une consultation citoyenne sur la sortie de l’Alsace du Grand Est. L'entreprise Open Source Politics, qui a  géré le vote en ligne reconnait cependant un certain nombre de dysfonctionnements.

## Reconnaissances
Le 11 juin 2019, Decidim a reçu le deuxième prix de Sharing & Reuse Awards (#SRawards2019) dans la catégorie de « logiciel libre le plus innovant ». Ce prix est décerné par la Commission européenne, pour promouvoir, partager et réutiliser des solutions informatiques libres et open sources entre les administrations publiques.